# SERAC1
SERAC1‏ (Serine active site containing 1) هوَ بروتين يُشَفر بواسطة جين SERAC1 في الإنسان.